# 唐昌齡
唐昌齡（？—？），字吾修，號禹惜，松江府青浦县人，明末官員。崇禎十年進士。

## 生平
天啓七年（1627年）丁卯科應天鄉試第四十名舉人，崇祯十年（1637年）丁丑科會試第六名，廷試三甲一百十七名進士。都察院观政，十一年二月授江西万载知县，十三年考察，十四年降補浙江布政司都事，十五年升金华府推官，十六年升南兵部武选司主事，十七年丁憂。

## 家族
曾祖唐晋锡，太学生；祖唐文勲，庠生；父唐允振，字叔起，庠生，以子唐昌世封工部主事，寿八十二卒。兄唐昌世，天啓五年進士。弟唐昌運，以貢士為光化知縣，皆以文行顯。侄子唐子鏘，康熙十五年進士。